# Orthotrichia petiti
Orthotrichia petiti är en nattsländeart som beskrevs av Jacquemart 1962. Orthotrichia petiti ingår i släktet Orthotrichia och familjen smånattsländor. Inga underarter finns listade i Catalogue of Life.